# Red cognitiva
Una red cognitiva (CN, por sus siglas en inglés) es un tipo de red de datos que hace uso de tecnologías de diversos campos de investigación (autoaprendizaje, representación del conocimiento, gestión de red) para resolver los problemas actuales. No debe confundirse con la radio cognitiva que solo cubre los niveles 1 y 2 de comunicaciones).

## Historia
El primer intento de definición del concepto de red cognitiva fue realizado en 2003 por Thomas, DaSilva y MacKenzie y está basado en la idea del Knowledge plane de Clark, Partridge, Ramming y Wroclawski. Desde entonces, ha sido un área de investigación muy activa. Un informe y un libro resumen parte de estos esfuerzos.

## Definición
En, los autores definen una CN como una red capaz de percibir las condiciones actuales para planificar, decidir y actuar según esas condiciones, aprendiendo de las consecuencias de sus actos mientras sigue un plan preestablecido. Un bucle,
llamado bucle cognitivo percibe las condiciones externas, planifica sus acciones de acuerdo a las señales de entrada y a unas políticas de red, decide cual es el escenario que mejor se adecúa a sus fines utilizando un razonador y finalmente actúa. El sistema aprende de los resultados de sus acciones pasadas para mejorar su comportamiento futuro.
Esta definición de red cognitiva no menciona de forma explícita el conocimiento de la red, solo describe el bucle cognitivo y los objetivos finales por lo que algunos autores consideran que es incompleta, y.
En particular, Balamuralidhar y Prasad ofrecen un punto de vista que tiene en cuenta la representación ontológica del conocimiento.
En, una CN es vista como una red de comunicaciones ampliada con un knowledge plane que se extiende a todas las capas y a múltiples tecnologías.